# Забороло

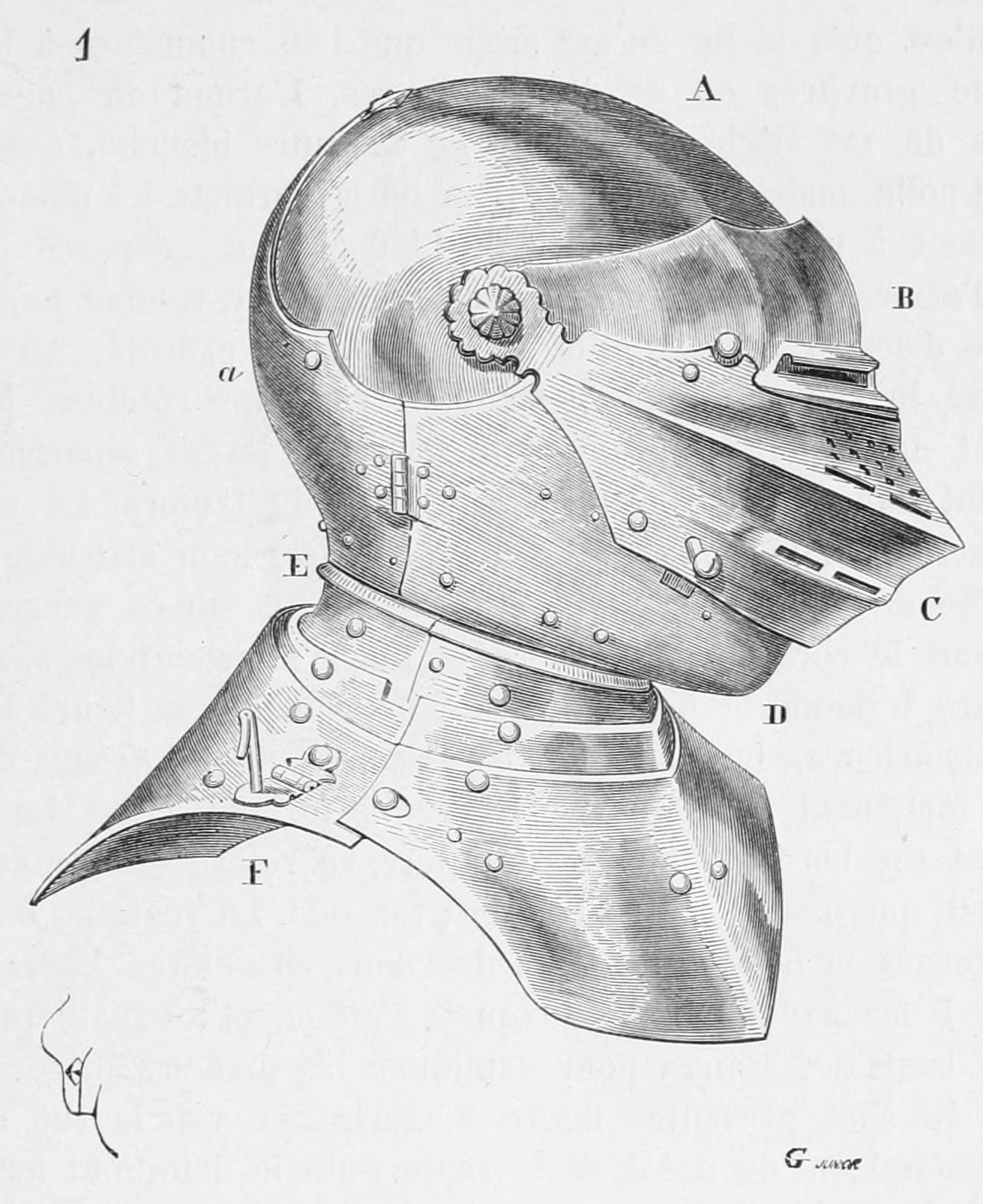
Шолом із заборолом, яке складається з козирка (В) і провітрювача (С).

Заборо́ло, або забра́ло — рухома частина шолома, що спускається на обличчя для захисту від ударів.
Приблизно в XIV столітті забороло стало частиною лицарських обладунків. Це передня частина шолома, що закриває верхню частину або все обличчя від ударів противника, забороло створювалося як продовження захисних масок (личин). Забороло поєднувалося з шоломом суцільно або за допомогою двох гвинтів (піднімне забороло), і робилося або у вигляді цілісного черепицеподібного шматка сталі, або з лускоподібних пластин.
Заборола присутні й на сучасних шоломах — мотоциклетних, хокейних, касках пилярів тощо. Зараз їх роблять із небиткого скла, прозорого пластику.

## Історія

### Походження назви
У давньоруській мові існувало слово забороло, але воно означало тин, огорожу на верху твердинного валу (у Стародавній Русі заборол на шоломах не було). Оборонні споруди на валах городищ могли робити з паль, густо повбиваних у землю, пізніше — з дерев'яних зрубів, наповнених землею й камінням та пообкиданих землею. Набагато пізніше назва була перенесена на частину шолома. Неповноголосний варіант «забороло» є запозиченням зі староцерк.-слов. забрало, через російське посередництво. Джерелом для обох слів є прасл. *(za)bordlo, утворене від *borti («бороти»).

### Передумови появи заборола
Під час розгляду відмінностей між пізньосередньовічними обладунками Європи та Азії можна побачити те, що для Азії характерні відкриті шоломи, що забезпечують кращу оглядовість, а в пізньосередньовічній Європі відкриті шоломи були широковживаними серед лучників і арбалетників, а лицарі мали суцільні шоломи з кращим захистом, проте з гіршою оглядовістю. Це пояснюється тим, що в Азії будь-який вершник завжди був озброєний луком, до того ж саме лук вважався головною зброєю вершника, і тому для вершника оглядовість була доволі важливою.

У Європі ж основною зброєю вершника вважався аж ніяк не лук і стрільба з коня була характерна лише для Угорщини, а основною тактикою був таранний удар списом із розбігу з подальшим ближнім боєм. Можна вважати, що для лицаря краща оглядовість була неважливою, оскільки в ближньому бою (при фехтуванні) оглядовість була все ж потрібною, але під час таранного удару можна було дозволити обійтися без широкої оглядовості, тому лицар XIII століття мав міцний горшковий шолом, а коли вступав у ближній бій, нерідко цей шолом скидав (для чого його й кріпили ланцюгами, спочатку просто до пояса, потім до бригантини). Якщо на початку XIII століття лицар, скинувши шолом, залишався лише в кольчужному капюшоні — з найкращою оглядовістю, але з поганим захистом, то наприкінці цього ж століття лицар натомість мав повноцінний шолом із хорошою оглядовістю — бацинет. На жаль, система з двох шоломів була хоч і надійною, але до того ж і важкою. Також скидати та знову надягати в бою важкий горшковий шолом було незручно. Крім того, захист раннього бацинета обмежувався лише нанісником і бармицею. Бармиця кріпилася безпосередньо до нижнього краю нанісника. Крім того, для зручності нанісник мав кріплення, що дозволяло з непристібнутою бармицею відкидати його (нанісник) вгору, а за пристібнутої — знімати нанісник, щоб він звисав на грудях.

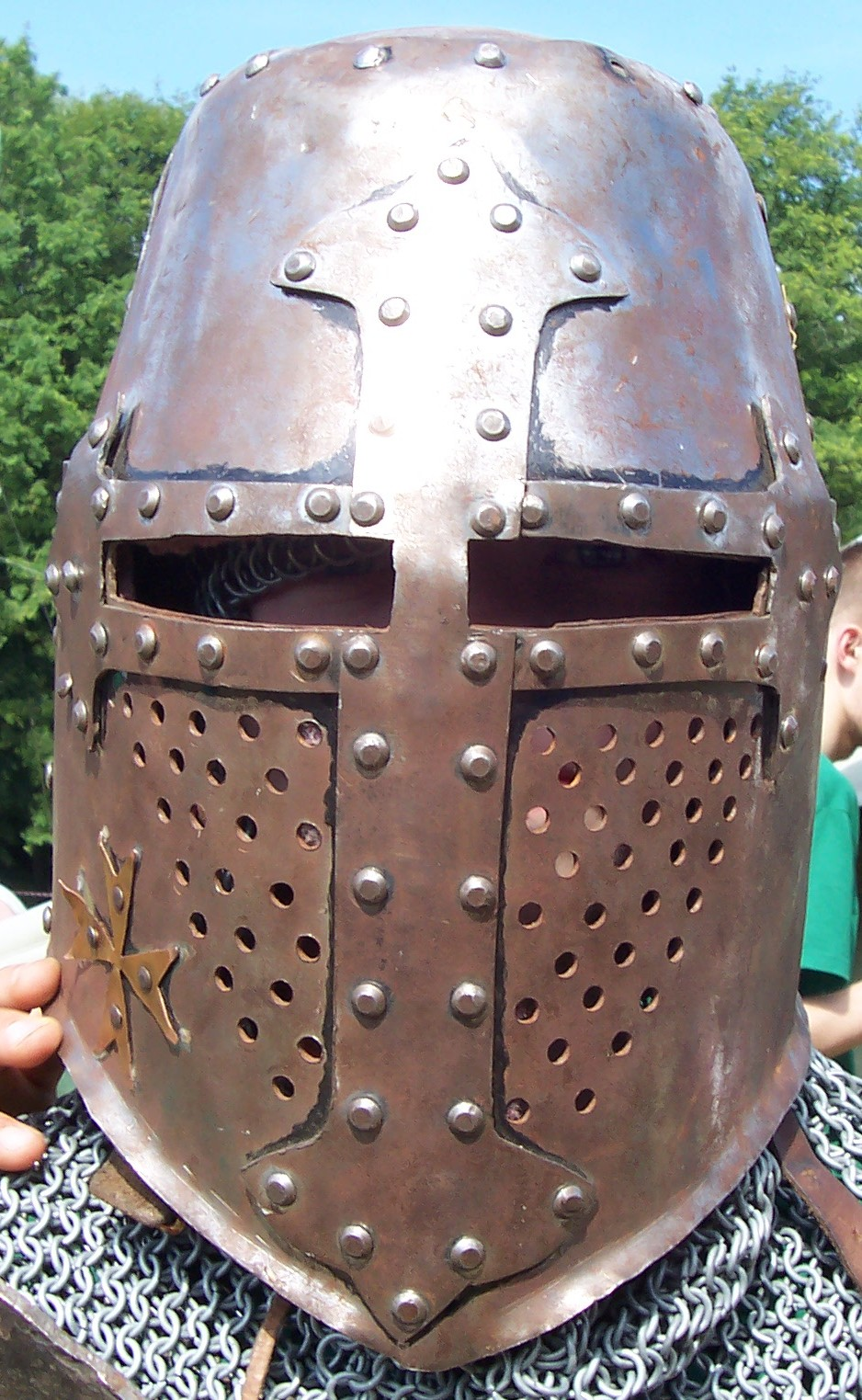
Горшковий шолом
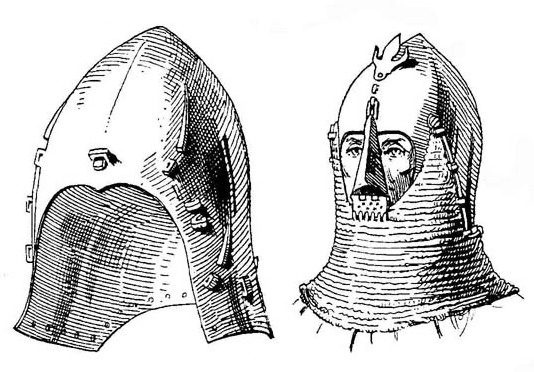
Бацинет

### XIV століття
Якщо не брати до уваги спірного флорентійського рельєфу, щодо якого немає одностайної думки дослідників, найранішим різновидом (за кріпленням) заборола є нім. Klappvisier, який мав таке ж саме кріплення, що й нанісник. Велика частина, що дійшли до наших днів, заборол цього виду (за формою) належать до нім. Hundsgugel. Значення нім. Klappvisier, належить тільки до певного різновиду кріплення заборола, а термін нім. Hundsgugel (дослівно «собачий капюшон» через відповідний вигляд заборола та шолома (див. Ґуґель)), відноситься тільки до форми заборола, й означає забороло у вигляді конуса або піраміди з випнутими очницями. При цьому багато нім. Hundsgugel, мають кріплення не зверху, а збоку, тому й не належать до типу нім. Klappvisier. Що стосується заборола типу нім. Klappvisier, то вони можуть мати округлий (не гостроносий) вигляд заборола.
Гостроноса форма (нім. Hundsgugel) виникла дещо пізніше округлої, і стала широковживанішою через те, що вона добре захищає від ко́лючого удару в обличчя. Щоб удар, який зіслизнув, випадково не потрапив в око, очниці гундсґуґеля робили випнутими. Часто знизу робили щілини для дихання, що повторювали своєю формою очниці; для цього також перфорували ніс заборола. Ліва половина зазвичай не була перфорована, оскільки удар списа частіше припадав саме на цю частину. Деякі зразки шоломів мають зубчасті краї очниць, що пов'язано з бажанням знайти золоту середину між захистом і оглядовістю.

Попри свої переваги, бацинет із заборолом не зміг витіснити горшковий шолом, оскільки горшковий шолом на той час пов'язувався з лицарством, і тому такий шолом продовжували використовувати, але не стільки в бою, скільки на турнірах. Безперервне використання горшкових шоломів стало причиною того, що кріплення нім. Klappvisier майже ціле століття співіснувало з кріпленням по обидва боки. нім. Klappvisier дозволяв замінити забороло на нанісник і надіти бацинет під великий шолом. Найбільш відомим нім. Klappvisier був у Священній Римській імперії, тоді як в Італії він не був настільки широковживаним.

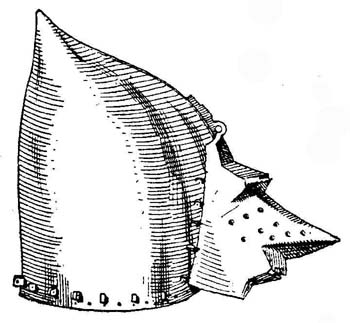
нім. Hundsgugel з кріпленням виду нім. Klappvisier
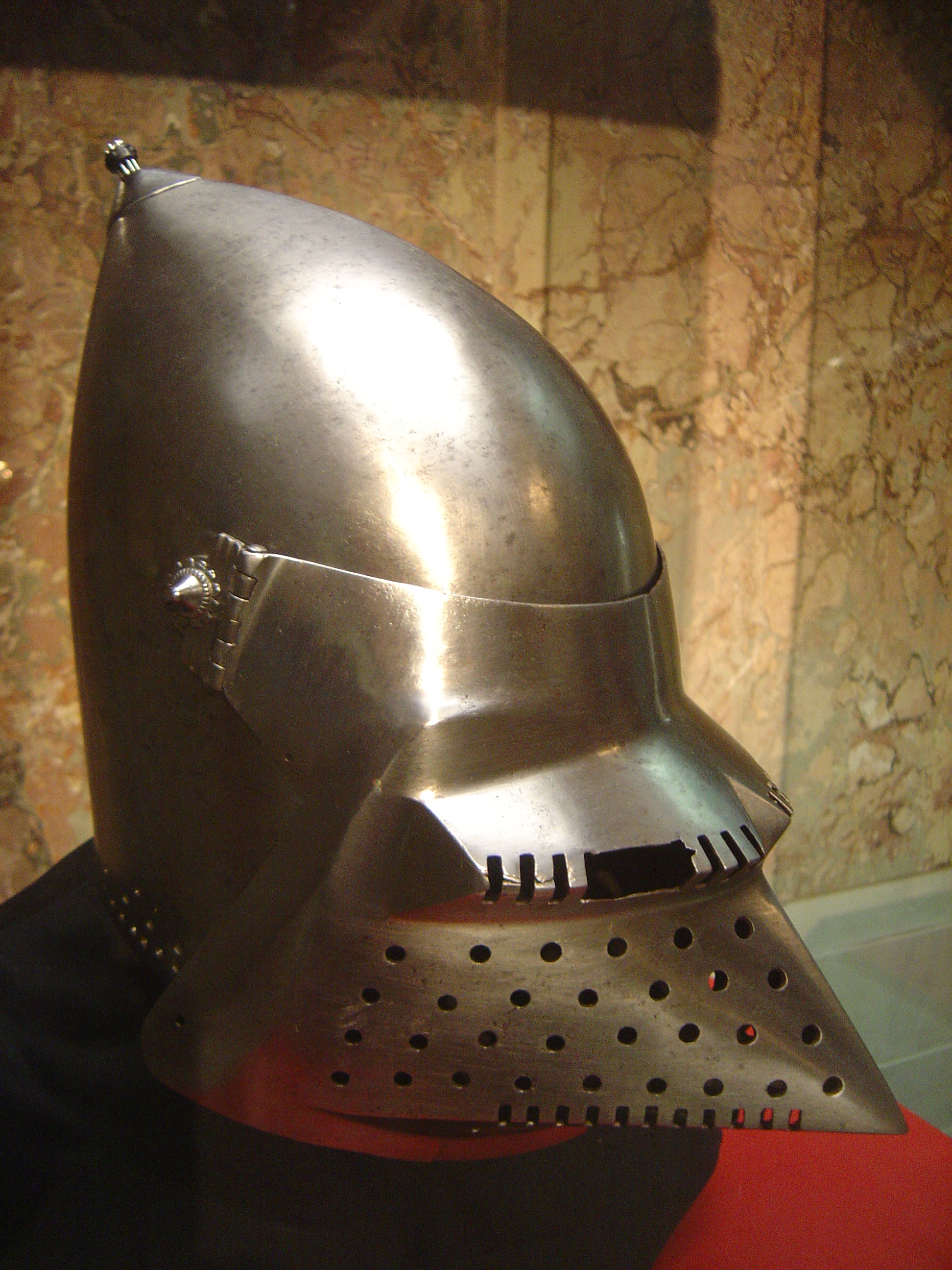
нім. Hundsgugel з кріплення сплітвізор

Що стосується спірного флорентійського рельєфу, то його відносять до початку XIV століття; він зображує лицаря одягненого в цукрову голову (різновид горшкового шолома, схожого формою не на відро, а на цукрову голову із загостреною верхівкою), що має щось дуже схоже на забороло з шарнірним кріпленням по обидва боки. Оскільки жодного подібного шолома не збереглося, а сам шолом на тлі бацинету з нім. Klappvisier має вигляд, що випереджає час, тому дослідники сумніваються про можливість наявності заборола у вигляді цукрової голови.

### Кінець XIV століття— перша половина XV століття

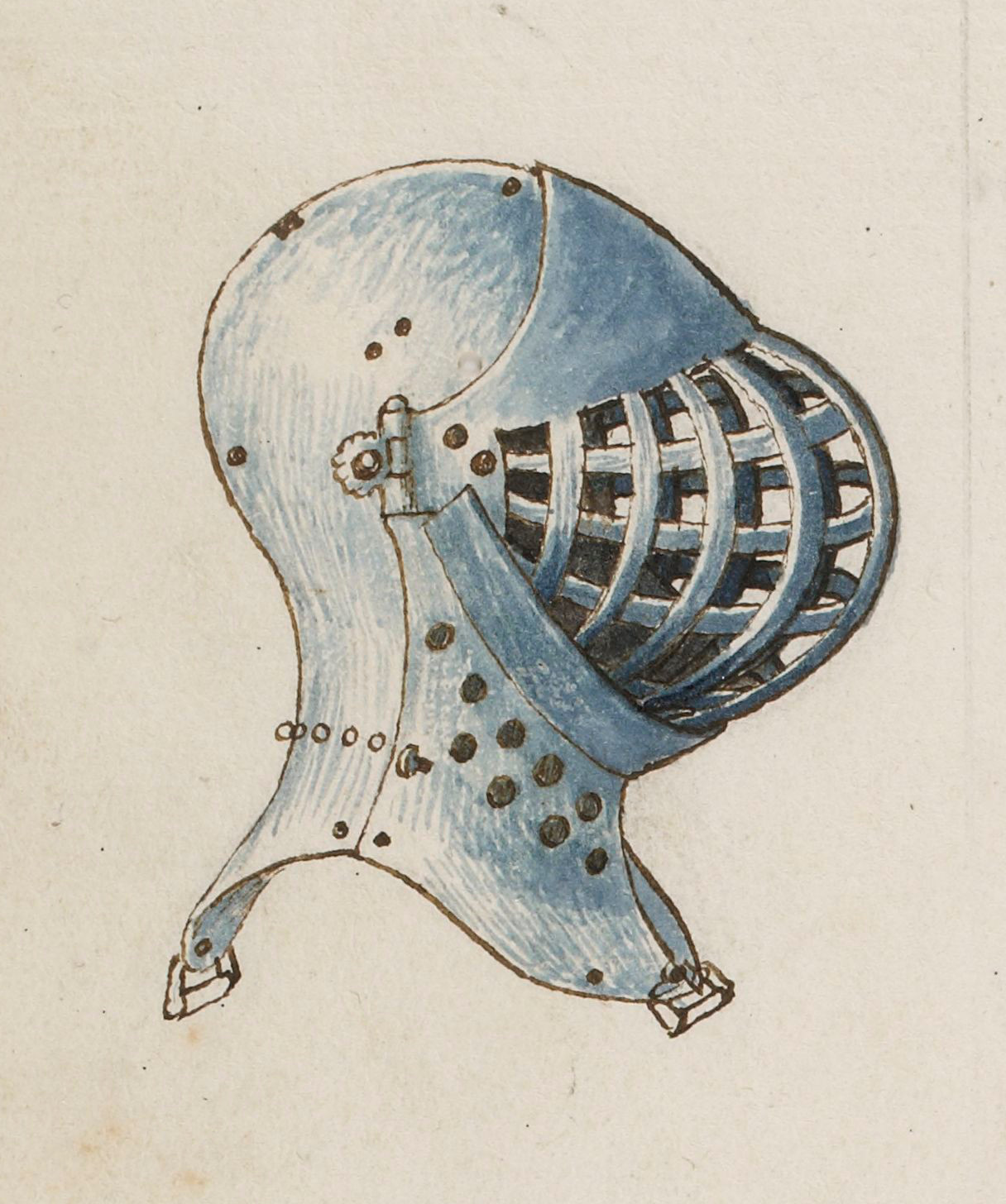
Турнірний різновид гранд-бацинету

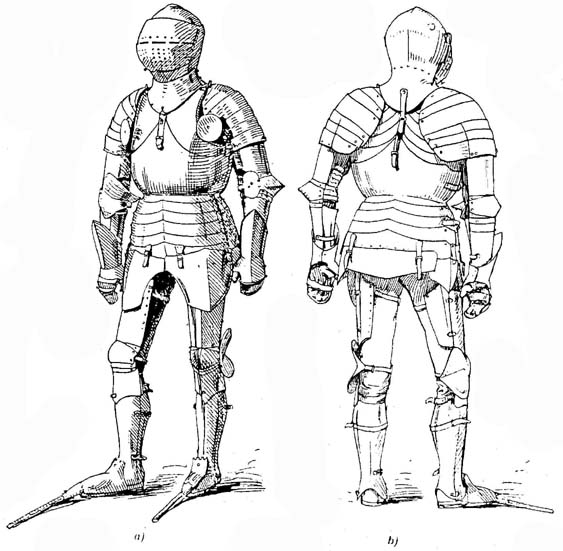
Обладунок із гранд-бацинетом

Наприкінці XIV століття бацинет виробляли з напідборідником і збільшили в розмірі, зробивши цим опору на плечі, що дозволяє краще витримувати удар; такий різновид називають гранд-бацинетом. Забороло спочатку зберегло гостроносий вигляд нім. Hundsgugel, але потім заокруглилось. Оскільки гранд-бацинет (дослівно «великий бацинет») уже не одягався під град-хелм (дослівно «великий шолом» — пізній різновид горшкового шолома, що опирається на плечі), тому кріплення виду нім. Klappvisier уже не було потрібне. Крім того, гранд-бацинет був настільки вдалий, що став використовуватися в турнірах, а різновди гранд-бацинету, що використовувався для турніру на булавах, оновили особливим турнірним заборолом у вигляді решітки. І саме турнірний різновид гранд-бацинет використовувався аж до занепаду турнірів і лицарства.

### Друга половина XV століття
Особливістю шоломів XV століття було використання напідборідників, які використовувалися як із шоломами, що мали заборола, так і з шоломами, які їх не мали. Напідборідник був великим і закривав не тільки горло, але й нижню половину обличчя, часом доходячи до очей, тому частково виконував призначення заборола, що було корисно не тільки за відсутності в шолома заборола, але й при його наявності, оскільки дозволяло в разі потреби збільшувати оглядовість за збереження захисту обличчя. Крім того, у шоломах виду армет (найвідоміший в Італії) лице за відкинутого заборола частково прикривалося ще й нащічниками, навіть при одягненому напідбороднику. Необхідність одягати разом з арметом напідборідник, що виконує призначення як нащічників, так і заборола, була пов'язана з тим, що тоді армети ще не мали власного захисту горла, яку забезпечував напідборідник.

У зв'язку з тим, що лице було добре захищене великим напідборідником, крім великих заборол, використовували також і налобники (додаткова пластини, яка збільшувала міцність шолома на лобі); були також і досить вузькі заборола, що прикривали не все обличчя, а тільки очі, бо решта обличчя було закрите напідборідником. Зустрічалося також «нерухоме забороло», яке мало вигляд вузької щілини (або кількох щілин) у шоломі без заборола, «відкривалося» таке забороло відкиданням шолома на потилицю, для чого шолом, зазвичай, мав подовжений напотиличник, який накладали на шию.

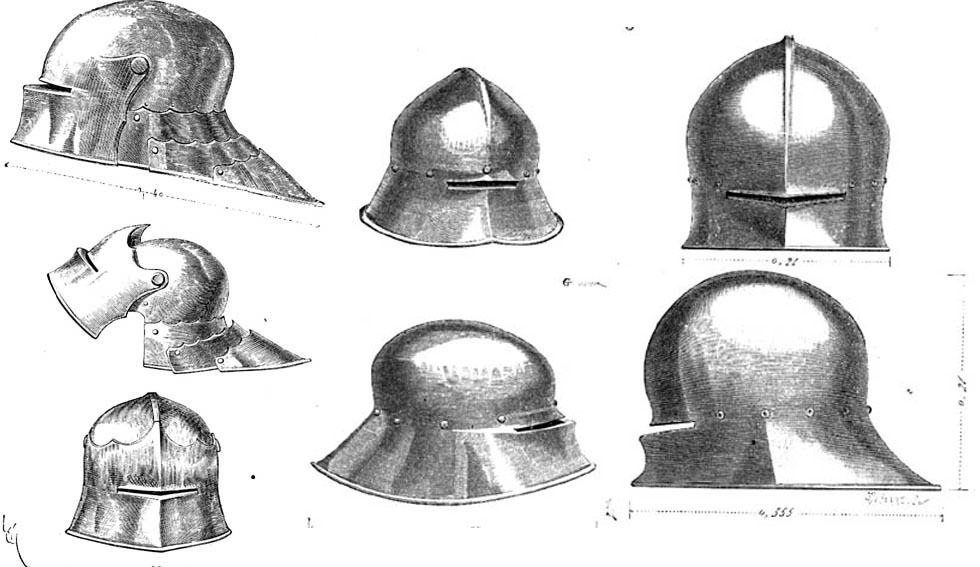
Зліва салад із заборолом із налобником; посередині та справа салади з «нерухомим заборолом»
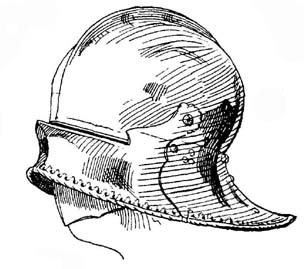
Салад із вузьким заборолом
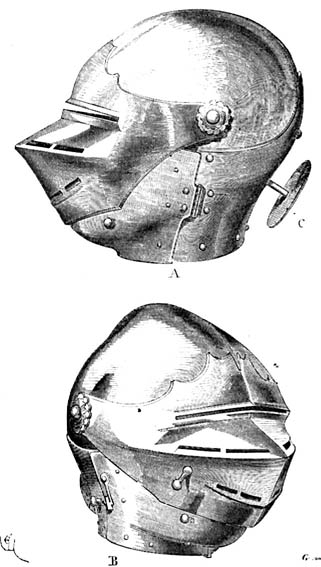
Армет із заборолом із налобником
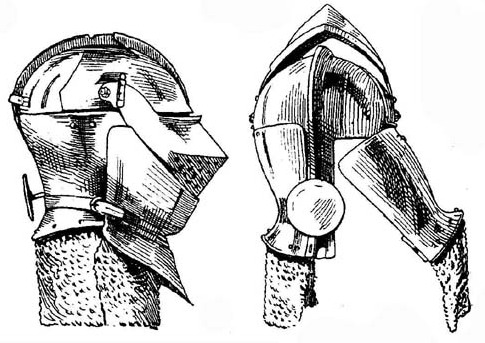
Армет із вузьким заборолом (також добре видно напідборідник)

### Кінець XV століття— початок XVI століття
Ця доба розрізяється появою максимільянівського обладунку, з яким пов'язана поява цілої низки «незвичайних» шоломів і заборол.

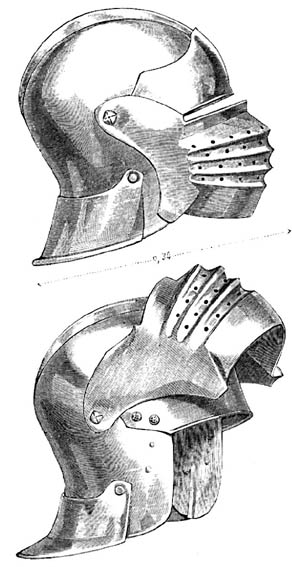
Пізньосередньовічний салад із заборолом «гармошкою»
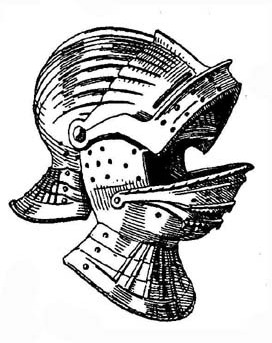
Салад із відкидним підборідником на шарнірах та подвійним заборолом

Водночас армет набуває класичної конструкції. 

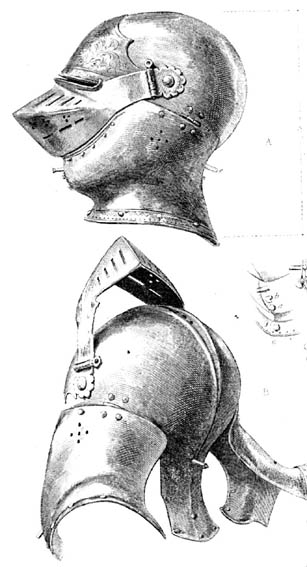
Класичний гостроносий армет

### XVI століття
У 20-х роках XVI століття з'явилося подвійне забороло, що складається з верхньої та нижньої частини, дозволяючи легко й швидко

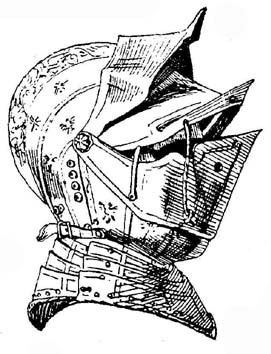
Закритий шолом із подвійним заборолом

встановлювати ступінь захищеності й оглядовості. За необхідності можна було відкинути обидва заборола для щонайбільшого захисту, можна було підняти обидва, щоб відкривати обличчя, а можна було підняти верхнє забороло за спущеного нижнього, щоб отримати кращу оглядовість за хорошого захисту.

У 30-х роках XVI століття з'явився бургонет, за якого була не тільки досягнута нова вершина в розвитку заборол — англ. falling buff (від італ. buffa), але й відбувся занепад розвитку заборола, перетворивший його в козирок. Це було пов'язано з поширенням ручної вогнепальної зброї (йдеться про масову ручну зброю, бо вогнестрельна зброя у вигляді гармат з'явилася значно раніше) у кінноті, що навіть лицарі (а не тільки рейтари й кірасири) почали використовувати пістолети, зробивши тим самим хорошу оглядовість надважливою.

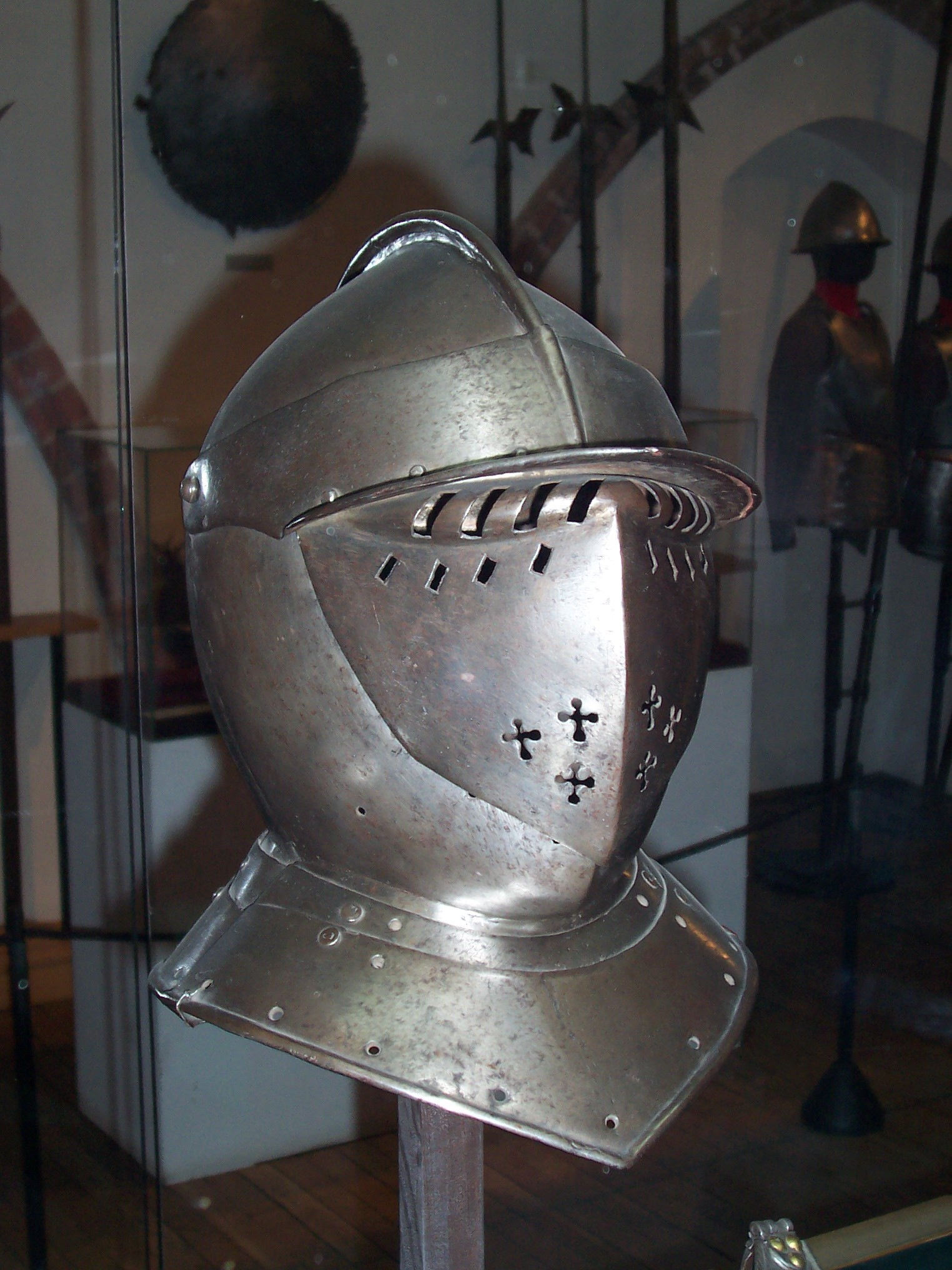
Бургонет з одинарним заборолом
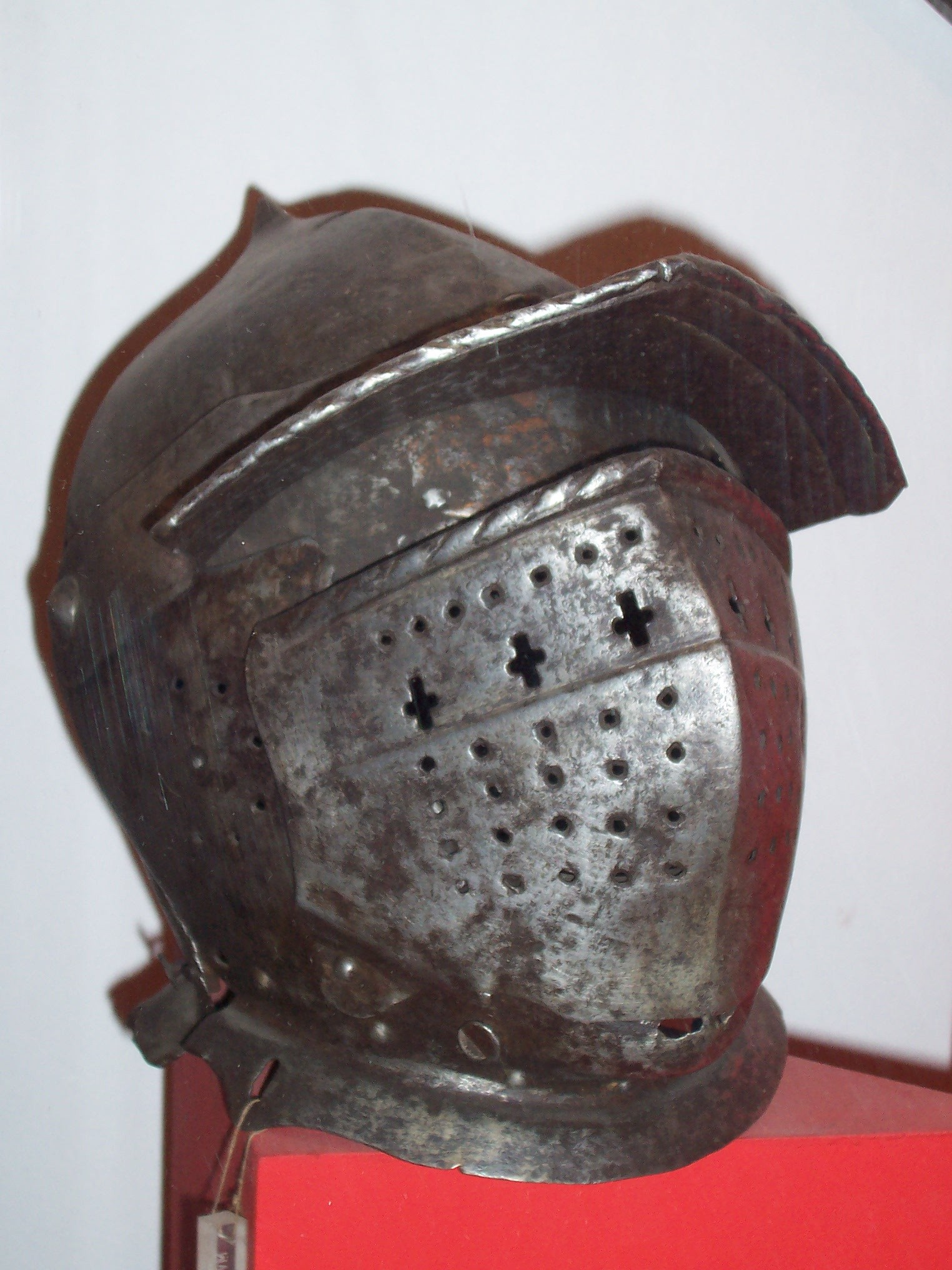
Штурмак із fallung buffe (складаним напідоборідником)
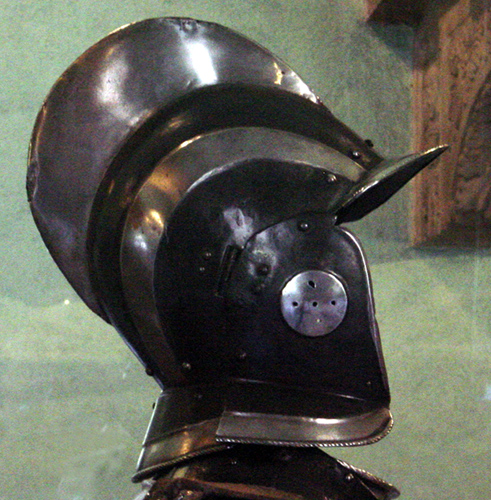
Штурмак із заборолом, що перетворився на козирок
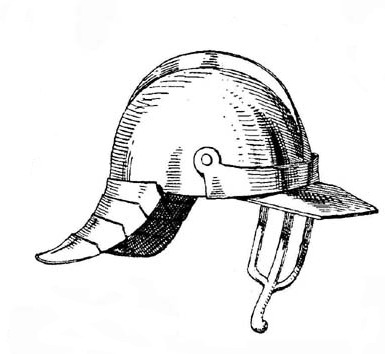
Штурмак із козирком і вторинним заборолом

## Сучасність

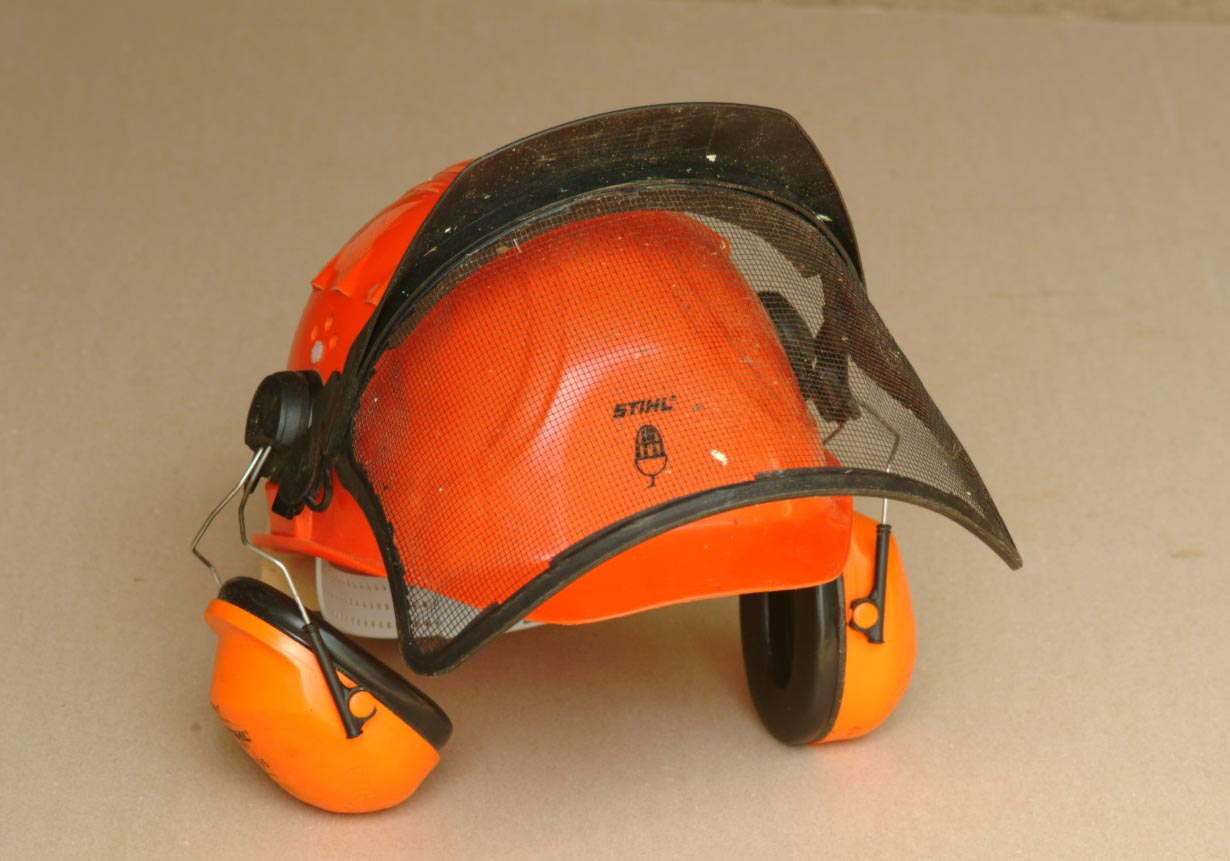
Забороло на шоломі лісника

Сучасні заборола виготовляються з органічного скла.
У лісництві захисні заборола часто склдаються з вузьких решіток, які одягаються перед лицем для захисту від уламків та сучків.

## Інше
- Заборола — щити з дерева або з каменю, встановлені на мурах фортеці для захисту її оборонців від ворога[1].
- Забороло — передова твердиня, форпост[джерело?].